# Continuum (instrumento)
El Continuum Fingerboard es un instrumento semejante a un teclado, a excepción de que tiene una felpa sensible al tacto en vez de teclas. Es un cruce entre la guitarra horizontal y el teclado, debido a su versatilidad de sonidos. El Continuum se conecta vía MIDI o Firewire a cualquier sintetizador o secuenciador. Aunque no tiene teclas, sobre la superficie del instrumento hay una guía que simula las teclas del teclado, la cual es opcional al momento de compra.
El instrumento fue, en parte, popularizado por Jordan Rudess en su participación en Dream Theater, en especial en el inicio de la épica canción "Octavarium", en variadas partes de "A Nightmare to Remember", "Constant Motion" y "The Dark Eternal Night" entre otras.

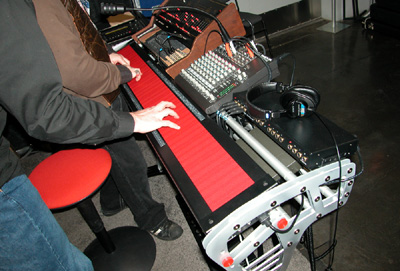
Un Continuum ejecutado por dos personas.

Ha sido utilizado también en la banda sonora de la película Indiana Jones y el reino de la calavera de cristal, compuesta por John Williams.

## Sistema de ejes
El Continuum consta de un sistema de ejes: x, y y z. El eje x va de lado a lado del Continuum horizontalmente. Sobre él se tocan las notas y se pueden realizar glissandos (deslizando uno o más dedos entre una nota y otra por la superficie del Continuum) y vibratos (moviendo el dedo sobre la nota levemente).
El eje y va de arriba abajo del Continuum. Es una forma de controlar la intensidad en el instrumento. Más cerca de la parte inferior del instrumento el volumen será más bajo, y del lado contrario será más alto.
Además el eje y tiene otros usos, dependiendo del sintetizador al que esté conectado el Continuum. Puede servir como control de efectos (como la brillantez del sonido, uno de los más usados en el instrumento).
La dimensión z funciona respecto a la profundidad del instrumento. Ejerciendo más presión con los dedos sobre las notas se logra un volumen más fuerte, y con menos presión se logra uno más suave.
Cabe mencionar que todos estos parámetros pueden ser modificados para tener diversas funciones dependiendo del sintetizador al que estén conectados.

## El instrumento
El Continuum Fingerboard es fabricado y distribuido por Haken Audio. La empresa fabrica dos modelos: uno de 8 octavas y otro de 4.
El instrumento consta de:
- Polifonía de hasta 16 voces vía MIDI o Fireware
- Respuesta a la ejecución de las notas de 1.33 milisegundos
- Sonidos configurables desde el instrumento o desde la interfaz MIDI
- Modos Microtonal y Tonal disponibles
- Pedal de Sostenuto
- Modo MONO, que permite deslizarse sobre el instrumento
- Rueda de Pitch bend
- Ejes y y z configurables desde la interfaz MIDI
- Aumentador de octava (solo en el caso del Continuum de 4 octavas)

## Ejecución
Ejecutar el Continuum (como con cualquier instrumento fretless) requiere de parte del ejecutante costumbre en las manos y una memorización de las posiciones en el instrumento. El sistema de ejes permite mucho más fácilmente que en un teclado hacer sonidos diferentes simultáneamente (algunos más fuertes que otros, por ejemplo).
- Datos: Q1129025
- Multimedia: Continuum / Q1129025